# Professional Armwrestling League USA
Professional Armwrestling League USA, PAL USA  (с англ. — «Профессиональная Лига Армрестлинга») — международная спортивная организация, которая занимается подготовкой и проведением профессиональных соревнований по армрестлингу. Также PAL USA организовывает и проводит регулярный Кубок мира среди профессионалов «Злотый Тур».

## История
Professional Armwrestling League была основана 21 июля 2001 года в Гдыне, Польша, как организация, продвигающая профессиональный армрестлинг.
По своей сути она подразумевала цикл турниров, не привязанных к конкретному месту, но имеющих одного организатора, который занимался проведением этих мероприятий в полном объеме.
Запланированное количество участников в исходном варианте турнира — восемь, решение об участниках принимал исключительно организатор, основываясь на определенных правилах и принципах. Серии поединков проходили отдельно в каждой из четырёх весовых категории: до 75, 90, 105 и +105 кг.
Первым турниром, проведенным в рамках PAL USA по подобному принципу, стала Vendetta #1 (Гдыня, Польша). В ней участвовали Марчин Крефт (Польша), Андрей Шарков (Украина), Василий Кузнецов (Россия), Збигнев Хмелевский (Польша), а также Артур Гловиньски (Польша) и Кшиштоф Кубяк (Польша) в поединке на разогреве.
По таким правилам до 2011 года были проведены 39 профессиональных 6-ти раундных поединков Vendetta, в которых приняли участие около 90 спортсменов.
С 2011 по 2018 было проведено ещё 8 профессиональных серий Vendetta.
В ноябре 2018 года PAL USA запустила Объединенный рейтинг профессионального армрестлинга и турнир «Топ-8».
PAL USA является организатором Кубка мира среди профессионалов «Злотый Тур», который проходит с 2000 года. В первом Злотом Туре приняли участие 34 спортсмена из Украины и Польши.

## Правила
Турниры PAL USA проводятся в двух форматах: серии поединков Vendetta и традиционная турнирная сетка до двух поражений.
Vendetta — это шестираундный поединок между двумя противниками. Каждый раунд проводится по стандартным правилам до поражения. Перерыв между поединками — 2 минуты. После каждого поражения противники меняются местами за столом. Результатом поединка этого формата может быть либо победа одного из участников, либо ничья.
Кубок мира среди профессионалов «Злотый Тур» проводится по классической системе до двух поражений.
Для борьбы PAL USA использует специальное оборудование, которое соответствует мировым стандартам: стол производства Mazurenko Equipment, а также подъемные платформы к нему.
В работе со спортсменами PAL USA руководится правилами, которые использует Всемирная федерация армрестлинга (WAF). Основные из них:
1. Захват — это положение кистей ладонь к ладони, большой палец захвачен, фаланга большого пальца должна быть видна. Свободная рука держит за ручку, предусмотренную на краю стола. Эта рука может касаться или не касаться столешницы. Ногти на пальцах должны быть подстрижены, чтобы не травмировать противника. Магнезия / канифоль / мел разрешены.
2. Натяжка руки соперника настолько, что она стягивает руку противника через отмеченный центр стола, не допускается. Рефери укажет атлету ослабить натяжку и выровняет захват относительно центра стола. Если спортсмен будет продолжать совершать это движение, то получит предупреждение за затягивание старта.
3. Плечи должны быть выровнены строго параллельно столу. Разница в высоте правого и левого плеча допустима.
4. Между плечом и предплечьем, а также между рукой и подбородком каждого участника должно быть расстояние, равное ширине ладони.
5. Старт поединка — это сигнал «Ready…Go!» от главного рефери. Спортсмены могут начинать борьбу только после команды «GO», а останавливать её после команды «STOP», удерживая руку противника. После этой команды рефери укажет решение: фол либо победа одного из спортсменов.
6. Победа — это момент, когда любая часть кисти от запястья до пальцев дотрагивается подушки или линии её проекции.
7. Ноги участника могут быть зафиксированы у ножки стола или прижаты к противоположной ножке стола до начала матча, при условии, что они не мешают противнику. Ноги могут отрываться от земли во время борьбы, а также их можно двигать любым способом, если они не мешают противнику. Во время команды «GO» хотя бы одна нога должна стоять на земле.
8. В случае травмы во время соревнования, участника будут вызывать к столу до тех пор, пока он/она не выполнит обязательство по двум поражениям. Матч, в котором участник получил травму, будет считаться проигрышем.
9. Нет ограничения по времени во время фактического поединка. Однако, если, по оценке главного судьи, участник будет признан непригодным для продолжения, поединок будет остановлен и главный судья вынесет решение по нему.
10. Участники могут начинать борьбу в завязках или судейском захвате, если оба согласны.

### Предупреждения
1. Любое движение руки во время или после произнесения команды «Ready», но до команды «GO» определяется фальстартом и равняется одному предупреждению.
2. Если один спортсмен намеренно задерживает старт поединка в процессе захвата, открытия фаланги, выравнивания кисти, выравнивания захвата по центру стола или супинацией захвата после третьего уведомления об этом от рефери он получает предупреждение.
3. За то, что спортсмен отпускает ручку стола, он получает предупреждение без остановки поединка. Рефери сигнализирует ему об этом. Если отпустив и перехватив ручку спортсмен получает преимущество в борьбе, то поединок останавливается и этому спортсмену дается фол. Если у спортсмена уже есть одно предупреждение, отпускание ручки стола приводит к остановке поединка и присваиванию фола за второе предупреждение.

### Фолы
Два предупреждения равны одному фолу. Два фола равны проигрышу поединка.
1. Плечи спортсмена не должны пересекать линию середины стола, иначе спортсмен получает фол.
2. Во время борьбы спортсмен не может касаться рукой, которой борется, других частей тела, например, плеча или головы, иначе он получает фол.
3. Намеренное движение, которое должно привести к фолу соперника, наказывается фолом. Например, сталкивание локтя соперника движением вперед.
4. Согласно правилам, в поединках нет травмоопасного положения. Но если спортсмен принимает положение, в котором опасно продолжать борьбу, например, полностью прямая рука при том, что плечо находится ниже стола, рефери просит его изменить положение плеч. После трехкратного повторения команды в случае её невыполнения спортсмен получает фол.
5. После фола спортсмены отдыхают 30 секунд.
6. Нецензурная лексика, ненадлежащая подготовка или оскорбление официальных лиц наказываются фолом. Если ситуация продолжается, участник или официальное лицо будет отстранен от участия в турнире.
7. Любой фол, который дан спортсмену, чья рука была на менее чем 2/3 от расстояния до подушки, считается поражением.

### Весовые категории
PAL USA использует такие весовые категории в своей системе:
| Мужчины             |          |                  |
| Легкий вес          | 63 кг    | до 139 фунтов    |
| Полусредний вес     | 70 кг    | 140 — 155 фунтов |
| Средний вес         | 78 кг    | 156 — 172 фунта  |
| Полутяжелый вес     | 86 кг    | 173 — 190 фунтов |
| Средний тяжелый вес | 95 кг    | 191 — 210 фунтов |
| Тяжелый вес         | 105 кг   | 210 — 231 фунт   |
| Супертяжелый вес    | 105 + кг | 231 + фунтов     |
| Женщины             |          |                  |
| Легкий вес          | 52 кг    | до 114 фунтов    |
| Полусредний вес     | 57 кг    | 114 — 125 фунтов |
| Средний вес         | 65 кг    | 125—143 фунта    |
| Тяжелый вес         | 75 кг    | 143 — 165 фунтов |
| Супертяжелый вес    | 75 + кг  | 165 + фунтов     |

## Рейтинг URPA
В ноябре 2018 года PAL объявила о запуске Объединенного рейтинга профессионального армрестлинга (URPA — Unified Rating of Professional Armwrestling).
Объединенный рейтинг профессионального армрестлинга — это классификационный список, составленный на основе индивидуальных числовых показателей для оценки достижений профессиональных армрестлеров.
Для соблюдения стандартов рейтинга предусмотрена сертификация спортсменов, рефери и организаторов соревнований.
Спортсмен регистрируется в рейтинге (сертифицируется), соглашаясь с правилами работы системы и проходя короткий обучающий видеокурс. Чтобы набрать рейтинговые баллы, на основе которых определяются места в рейтинге, спортсмену нужно участвовать в соревнованиях, проводимых сертифицированным организатором.
В рейтинге существуют три дивизиона — General, Elite и Top-8.
Из участников дивизиона General отбираются спортсмены, которые могут бороться в дивизионе Elite — на Кубке мира среди профессионалов «Zloty Tur». При отборе, на сегодняшний день, действует национальный принцип — четыре лидера национального рейтинга URPA в дивизионе General получают право принять участие в турнире дивизиона Elite.
Победитель в весовой категории на турнире дивизиона Elite (Кубок Мира среди профессионалов «Злотый Тур») получает право принять участие в так называемом «проходном поединке Vendetta» c с атлетом из высшего дивизиона рейтинга Top-8, занявшим восьмое место по результатам предыдущего сезона.

## Список чемпионов
Согласно объединенному рейтингу в дивизионе Elite по результатам Кубка мира среди профессионалов «Zloty Tur»-2018, а также рейтинговым поединкам:
| Мужчины             |                                 |
| Легкий вес          | Фабиан Тагер (Германия)         |
| Полусредний вес     | Энгин Терзи (Турция)            |
| Средний вес         | Давид Бартосевич (Польша)       |
| Полутяжелый вес     | Вадим Алейников (Россия)        |
| Средний тяжелый вес | Евгений Прудник (Украина)       |
| Тяжелый вес         | Сандрис Седис (Латвия)          |
| Супертяжелый вес    | Григорий Лящук (Россия)         |
| Женщины             |                                 |
| Легкий вес          | Снежана Бабаева (Словакия)      |
| Средний вес         | Виктория Илюшина (Украина)      |
| Тяжелый вес         | Фиа Райсек (Швеция)             |
| Супертяжелый вес    | Антонина Лиссянская (Казахстан) |

### Участники проекта Топ-8 2019 года
Евгений Прудник (Украина), Рустам Бабаев (Украина), Виталий Лалетин (Россия), Кыдыргали Онгарбаев (Казахстан), Тим Бреснан (США), Алекс Курдеча (Польша), Дмитрий Трубин (Казахстан), Леван Сагинашвили (Грузия).